# Hemigrammocharax minutus
Hemigrammocharax minutus är en fiskart som först beskrevs av Worthington, 1933.  Hemigrammocharax minutus ingår i släktet Hemigrammocharax och familjen Distichodontidae. IUCN kategoriserar arten globalt som livskraftig. Inga underarter finns listade i Catalogue of Life.